# Stylocellus
Stylocellus is een geslacht van hooiwagens uit de familie Stylocellidae.
De wetenschappelijke naam Stylocellus is voor het eerst geldig gepubliceerd door John Obadiah Westwood in zijn Thesaurus Entomologicus Oxoniensis in 1874. Hij beschreef daar ook de eerste soort, Stylocellus sumatranus; dit is de typesoort van het geslacht.

## Soorten
Stylocellus omvat de volgende 2 of 3 soorten:
- Stylocellus lornei Clouse, 2012
- Stylocellus spinifrons Roewer, 1942 [nomen dubium per Clouse 2012]
- Stylocellus sumatranus Westwood, 1874

Voorheen waren er nog een aantal andere opgenomen.
Deze worden nu overgebracht naar Miopsalis of Leptopsalis, inbegrepen:
- Stylocellus beccarii
- Stylocellus collinsi
- Stylocellus dumoga
- Stylocellus gryllospecus
- Stylocellus hillyardi
- Stylocellus javanus
- Stylocellus kinabalu
- Stylocellus laevichelis
- Stylocellus leakeyi
- Stylocellus lionotus
- Stylocellus modestus
- Stylocellus mulu
- Stylocellus pangrango
- Stylocellus pocockii
- Stylocellus ramblae
- Stylocellus sabah
- Stylocellus sedgwicki
- Stylocellus silhavyi
- Stylocellus sulcatus
- Stylocellus tambusisi
- Stylocellus tarumpitao
- Stylocellus thorellii
- Stylocellus weberii